# Salanfe
Salanfe är ett vattendrag i Schweiz. Det ligger i den sydvästra delen av landet, 90 km söder om huvudstaden Bern.
I omgivningarna runt Salanfe växer i huvudsak blandskog. Runt Salanfe är det ganska tätbefolkat, med 83 invånare per kvadratkilometer.